# SI-mértékegységrendszer

Az SI alapegységei és összefüggéseik

A Nemzetközi Mértékegységrendszer, röviden SI (Système International d’Unités) modern, nemzetközileg elfogadott mértékegységrendszer, amely néhány kiválasztott mértékegységen, illetve a 10 hatványain alapul.
Az SI-mértékegységrendszert a 11. Általános Súly- és Mértékügyi Konferencia (Conférence Générale des Poids et Mesures, CGPM) 1960-ban fogadta el.

## Előzmények
Az 1960 előtti, nemzetközileg is elfogadott mértékegységrendszert MKSA-nak nevezték, amely a méter, a kilogramm, a másodperc (secundum) és az amper mértékegységeken alapult, nevét ezek kezdőbetűiből alkották. Ezt egészítették ki később (1948-ban) három mértékegységgel: az erő (newton), az energia (joule) és a teljesítmény (watt) egységekkel.[forrás?]
A mértékegységek rendszerét az alapegységek, a kiegészítő egységek és a velük leírható származtatott egységek alkotják.
A mértékegységek nagyságrendjét a prefixumok (előtagok) adják meg.
A Magyar Népköztársaságban már 1960-tól az SI figyelembevételével készült kormányrendelet (50/1960. Korm. sz.) szabályozta a mértékegységek használatát. 1972-ben megjelent az MSZ 4900 „Fizikai mennyiségek neve, jele és mértékegysége” című magyar szabvány, amely teljes egészében a nemzetközi mértékegységrendszert használta, de kötelező használatát nem írta elő. 1976-ban kiadták a 8/1976.(IV. 27) MT. sz. minisztertanácsi rendeletet, amely már előírta az SI rendszerre való kötelező áttérést. Ez a rendelet az SI kizárólagos, kötelező használatát (azaz más mértékegységek használatának tilalmát) 1980. január 1-jétől írta elő. A Magyar Köztársaság országgyűlése az 1991. évi XLV. törvény 1. mellékletében ismét meghatározta a szabványos magyar mértékegységrendszer alapjait, az 1976 óta ismertté vált tudományos eredmények figyelembevételével. Jelenleg ez az idevágó joghatályos előírás. Az SI-mértékegységrendszer továbbfejlesztése a Mennyiségek Nemzetközi Rendszere, ez gondolkodásmódjában eltérő, de az SI valamennyi mértékegysége változatlan értelmezésű maradt.

## Mértékegységek
A nemzetközi rendszer mértékegységeket és prefixumokat tartalmaz. Az SI-mértékegységeket két részre lehet osztani. Hét SI-alapegység van, melyekkel a többi származtatott egységet lehet létrehozni. Az SI-mértékegységeken kívül több nem SI-mértékegység is használatos az SI-vel összhangban.
| mértékegység neve | jele | mennyiség neve         | mennyiség jele |
| ----------------- | ---- | ---------------------- | -------------- |
| méter             | m    | hossz                  | l (kis L)      |
| kilogramm         | kg   | tömeg                  | m              |
| másodperc         | s    | idő                    | t              |
| amper             | A    | elektromos áramerősség | I (nagy i)     |
| kelvin            | K    | abszolút hőmérséklet   | T              |
| mól               | mol  | anyagmennyiség         | n              |
| kandela           | cd   | fényerősség            | Iv             |

SI-prefixumokat lehet hozzátenni a mértékegységekhez, hogy így osztó, vagy szorzó (kisebb, vagy nagyobb) mértékegységhez jussunk. Mindegyik prefixum a 10 hatványa. Például a kilo- ezerszerest, a milli- ezredrésznyit jelent, így ezer milliméter egy méter és ezer méter egy kilométer. A prefixumokat nem lehet többszörösen alkalmazni: a kilogramm milliomod része milligramm és nem mikrokilogramm. Érdekes mértékegységek találhatóak a Sulineten. Mértékegységek és letölthető átváltó (Műszaki portál)
Megjegyzés
1. ↑  Sajátos helyzet áll fenn a tömeg mértékegysége esetében. Maga a mértékegység a gramm, amely durván 1 cm³ tiszta, hideg víz tömege, jele g és a prefixumokat ez elé kell illeszteni. A tömeg SI-alapegysége viszont a kilogramm, amely a nevének megfelelően pontosan 1000 grammot jelent. Az SI-rendszer megalkotói a tömeg alapegységét a Sèvres-ben gondosan őrzött etalon tömegeként definiálták, és magát a grammot is ebből kell visszaszármaztatni. Ezt a furcsa helyzetet a köztársasági politikai helyzet idézte elő 1795-ben.[3] A név eredetileg a grave volt, de ez a szó rosszul hangzott a forradalmárok számára, mert a német Graf szóra emlékeztetett. 2018 novembere óta már a kilogramm definíciója is természeti állandón alapul.

### Előtagok (prefixumok)
A BIPM és a NIST által közreadott lista:
| Előtag  | Jele    | Szorzó     | Szorzó         |
| Előtag  | Jele    | hatvánnyal | számnévvel     |
| ------- | ------- | ---------- | -------------- |
| quetta- | Q       | 1030       | kvintillió     |
| ronna-  | R       | 1027       | kvadrilliárd   |
| yotta-  | Y       | 1024       | kvadrillió     |
| zetta-  | Z       | 1021       | trilliárd      |
| exa-    | E       | 1018       | trillió        |
| peta-   | P       | 1015       | billiárd       |
| tera-   | T       | 1012       | billió         |
| giga-   | G       | 109        | milliárd       |
| mega-   | M       | 106        | millió         |
| kilo-   | k       | 10³        | ezer           |
| hekto-  | h       | 10²        | száz           |
| deka-   | da (dk) | 101        | tíz            |
| –       | –       | 100        | egy            |
| deci-   | d       | 10−1       | tized          |
| centi-  | c       | 10−2       | század         |
| milli-  | m       | 10−3       | ezred          |
| mikro-  | µ       | 10−6       | milliomod      |
| nano-   | n       | 10−9       | milliárdod     |
| piko-   | p       | 10−12      | billiomod      |
| femto-  | f       | 10−15      | billiárdod     |
| atto-   | a       | 10−18      | trilliomod     |
| zepto-  | z       | 10−21      | trilliárdod    |
| yokto-  | y       | 10−24      | kvadrilliomod  |
| ronto-  | r       | 10−27      | kvadrilliárdod |
| quecto- | q       | 10−30      | kvintilliomod  |

A magyar mérésügyi törvény csak egyes kiemelt esetekben engedélyezi a hekto, deka, deci, centi előtagokat, mint például a deciliter, vagy dekagramm esetében (a tíz hatványkitevője nem többszöröse a háromnak).

### Koherencia
A mértékegységrendszer koherenciája azt jelenti, hogy a rendszerhez tartozó egységeket korlátozás nélkül átszámíthatjuk egymásba, és a számításoknál együtthatókat, vagy matematikai függvényeket nem kell alkalmazni. Valamennyi mértékegység az alapvető mértékegységekből szorzás, vagy hatványozás műveletével levezethető. A kifejezés a kohézió (összetartozás) szóból származik. Rövid meghatározása a MKEH honlapján található.
Az SI koherenciáját sértő mennyiségek:
- a vákuum permeabilitásának értékében szerepel a {\displaystyle 4\pi }.
- a Planck-állandó és a Dirac-állandó közötti átszámításban szerepel a {\displaystyle 2\pi }.
- a prefixumok valójában együtthatóként viselkednek, ezért a prefixumos mértékegységek nem koherens SI-mértékegységek:[9] „Ezek előnyösek abból a célból, hogy kifejezhessük olyan mennyiségek mérőszámát, amelyek vagy túl nagyok, vagy túlságosan kicsik a koherens mértékegységhez képest.” Ugyanott: „Bár a prefixumokat az SI-mértékegységeivel együtt használjuk, az eredményül kapott egységek nem koherensek többé, mivel a származtatott egységhez illesztett prefixum valójában együtthatóként viselkedik.”
- A prefixumok közt is kifejezetten magyar jelenség a deka „dk”-val való jelölése a nemzetközileg elfogadott „da” helyett. Jellemzően tömeg-mértékegységként „dkg” formában fordul elő, jelentése összetett szóalkotás: deka-gramm. Ez a mértékegység először – hivatalosan – az 1907. évi V. törvénycikkben jelenik meg: „A kilogramm századrésze, dekagramm elnevezéssel, jelzése: dkg”. A jelenleg hatályos 1991. évi XLV. törvény határozottan csak a „da” prefixumot tekinti érvényesnek a deka kifejezésére. A deka a görög tíz számnévből származik.
- Az SI által elfogadott, nem koherens mértékegységek: a csillagászati egység, a km/h, az óra, a nap, a perc, a szögfok, szögperc és szögmásodperc, az elektronvolt, a kWh, a var, a hektár, a neper, a bel (dB), a liter, a tonna és a bar.

## Az SI-mértékegységrendszer megújítása
A 24. általános Súly- és Mértékügyi Konferencia 2011. október 16-22. között jelentős döntéseket hozott a nemzetközi mértékegységrendszerrel kapcsolatban. A határozat szerint a mértékegységeket általános fizikai állandókkal fogják definiálni.
Hét általános természeti állandó értékét rögzítik 2018-ban. Ezek közül kettő már korábban is mérési bizonytalanság nélkül rögzített értékű volt:
a cézium-133 által kibocsátott fény frekvenciája {\displaystyle \nu =9\,192\,631\,770\,{\mbox{Hz}}} ,
a fény sebessége {\displaystyle c=299\,792\,458\,{\frac {\mbox{m}}{\mbox{s}}}}.
A 2018. november 13-16. között Versailles-ban megtartott 26. általános Súly- és Mértékügyi Konferencia határozata szerint a további öt természeti állandó értéke:
a Planck-állandó, {\displaystyle h=6{,}626\,070\,15\cdot 10^{-34}\,{\mbox{Js}}}
az elemi töltés, {\displaystyle e=1{,}602\,176\,634\cdot 10^{-19}\,{\mbox{C}}}
a Boltzmann-állandó, {\displaystyle k=1{,}380\,649\cdot 10^{-23}\,{\frac {\mbox{J}}{\mbox{K}}}}
az Avogadro-állandó, {\displaystyle N_{\mathrm {A} }=6{,}022\,140\,76\cdot 10^{23}\,{\frac {\mbox{1}}{\mbox{mol}}}}
a spektrális fényhasznosítás értéke az {\displaystyle 540\cdot 10^{12}\,{\mbox{Hz}}} frekvenciájú monokromatikus sugárzás esetén {\displaystyle 683\,{\frac {\mbox{lm}}{\mbox{W}}}}
Ennek megfelelően a másodperc és a méter definíciója lényegében nem, de a kilogramm és vele összefüggésben a többi alapmértékegység definíciója alapvetően megváltozik.
a másodpercet a cézium-133 sugárzása,
a métert a fény sebessége,
a kilogrammot a Planck-állandó,
az ampert az elemi töltés értéke,
a kelvint a Boltzmann-állandó,
a mól mértékegységet az Avogadro-állandó,
a kandelát a spektrális fényhasznosítás maximális értéke alapján definiálják.
Ezek törvényes értékei az alábbiak:
Az alapállapotú cézium-133 hiperfinom átmeneteinek {\displaystyle {\Delta \nu }_{Cs}} frekvenciája  9 192 631 770 Hz
A fény c sebessége vákuumban 299 792 458 m s-1
A h Plack-állandó 6,626 070 15×10–34 J s
Az e  elemi töltés 1,602 176 634×10–19  C
A k Boltzmann-állandó 1,380 649×10–23 J K-1
Az NA Avogadro-állandó 6,022 140 76×1023 mol-1
Az 540×1012 Hz frekvenciájú monokromatikus sugárzás Kcd fényhasznosítása 683 lm W-1
Az említett mértékegységek a hertz, a dzsúl, a kulomb, a lumen, a watt, a másodperc, a méter, a kilogramm, az amper, a kelvin, a mól és a kandela.
A mértékegységek definíciója nem változtatja meg jelentősen az értéküket, de megbízhatóbbá teszi az értéküket. A víz hármaspontja termodinamikai hőmérsékletének változása például kisebb lesz 0,25 mK-nél.
A változtatások következményeként az eddiginél nagyobb eltérés lesz majd a definíció és a valóságos mérés között. A kilogramm számára két mérési eljárást versenyeztettek: a szilícium-gömbbel történő, illetve a Watt-mérleggel történő meghatározást. Ez utóbbi a Josephson-állandó és a van Klizting-állandó alapján, feszültség- és árammérés útján történik. A definíció viszont a Planck-állandóra épül (az anyag–energia ekvivalencia képletére)
A Watt-mérleggel végzett mérések mérési bizonytalanságát 2011 októberére sikerült a 10−8 érték alá szorítani a NIST, az NPL és a BIPM laboratóriumaiban.
A 26. általános Súly- és Mértékügyi Konferencia határozatának megfelelően a mértékegységek új definíciója, az új SI 2019. május 20-án lépett életbe.

## Egyéb, az SI-től eltérő mértékegységrendszerek

Az SI-rendszert alkalmazó országok (zöld színnel)

- Planck-egységek a részecskefizika eredményeit felhasználva az ott előforduló számításokat nagyban egyszerűsítik.
- CGS-mértékegységrendszer: Korábban Európában használatos mértékegységrendszer, amely a centiméter, a gramm és a másodperc (secundum) mértékegységeken alapult. Az MKSA, majd az SI-mértékegységrendszer elterjedése teljesen kiszorította a műszaki gyakorlatból.
- Műszaki–technikai mértékegységrendszer: alapmennyiségként a tömeg helyett az erőt használta. Nem szabványosították, a mérnöki gyakorlatban mégis hosszú ideig használták. Utolsó maradványa a jelenleg is használatos ata („atmoszféra”)
- Brit mértékegységrendszer (Imperial Unit System): A Brit Birodalomban és gyarmatain, majd a Brit Nemzetközösség államaiban elterjedten használt hagyományos mértékegységrendszer. Tömegegysége a font (libra, lb); hosszegysége a láb (foot, ft), illetve ezek változatos, nem-decimális törtrészei, többszörösei és leszármaztatott egységei. Energiaegysége a brit hőegység (British Thermal Unit, BTU). Míg az 1970-es években Nagy-Britannia áttért a nemzetközi SI-mértékegységrendszerre, az Amerikai Egyesült Államok megtartotta a hagyományos brit mértékrendszert, emiatt több, korábbi brit nemzetközösségi állam sem tért át az SI-re (Ausztrália, Japán, egyes anglofil arab államok stb.).[14] Az Egyesült Államok Szövetségi Törvénye felmentést ad a méterrendszer használata alól, ha az kereskedelmi szempontból előnytelen,[15][16] így törvényesen is fennáll az a kettősség, hogy a hétköznapi életben a hagyományos mértékegységeket használják, míg a tudományos életben következetesen a méterrendszert.

## A mennyiségértékek írása
A mennyiségérték a számérték és a mértékegység szorzata. Írásukra angolszász nyelvterületen következő szabályok vonatkoznak:
1. A számérték utolsó számjegye és az egység jele között egy betűhelyet (space) kell hagyni, pl.
| helyesen | helytelenül |
| -------- | ----------- |
| 200 kW   | 200kW       |
| 150 °C   | 150°C       |

Kivételek e szabály alól a felső indexben levő különleges mértékegységjelek (mint pl. a síkszög egységei, a fok, a perc, a másodperc), ezek a számhoz „tapadnak”, pl.
| helyesen | helytelenül |
| -------- | ----------- |
| 20° 25'  | 20 ° 25 '   |

2. Ha a mennyiségérték számértékében tizedestört van, akkor a mértékegység jelét az utolsó számjegy után kell írni, például
| helyesen  | helytelenül |
| --------- | ----------- |
| 425,13 m  | 425 m 13    |
| 5,758°    | 5°, 758     |
| 5° 45,48' | 5° 45',48   |

3. Ha a mennyiségérték tűréssel van megadva, akkor a számértéket a tűréssel együtt zárójelbe kell foglalni, pl.
| helyesen      | helytelenül |
| ------------- | ----------- |
| (210,0±0,5) N | 210,0±0,5N  |
| (60±1) g      | 60±1g       |

4. a számértéket és a mértékegységet nem szabad külön sorba írni, vagyis elválasztani, pl.
| helyesen     | helytelenül  |
| ------------ | ------------ |
| 56 kJ/(kg•K) | 56 kJ/(kg•K) |

5. a vonatkoztatási egységet nem szabad többszörös osztási művelettel jelölni, pl. egy foglalkoztatási csoport naponkénti tápanyagszükséglete; fejenként és naponként, illetve BIPM
| helyesen       | helytelenül  |
| -------------- | ------------ |
| 14 MJ/(fő•nap) | 14 MJ/fő/nap |
| m•kg/(s³A)     | m•kg/s³/A    |

6. Az összetett mértékegységeket tilos elválasztani, a műveleti jelet nem szabad a következő sorban megismételni, pl.
| helyesen | helytelenül |
| -------- | ----------- |
| W/(m•K)  | W/ /(m•K)   |
| m²•kg/s  | m²• kg/s    |

7. egy mértékegység jelölésében prefixum csak egyszer szerepelhet (a grammot úgy tekintjük, mintha a kilogramm milli előtagos, tehát prefixumos változata lenne), pl.
| helyesen         | helytelenül |
| ---------------- | ----------- |
| W/(m•K)          | mW/(mm•K)   |
| 56 000 kJ/(kg•K) | 56 kJ/(g•K) |

## Jogszabályok
- A Tanács irányelve (1979. december 20.) a mértékegységekre vonatkozó tagállami jogszabályok közelítéséről. Többször módosult, ezért érdemes az egységes szerkezetbe foglalt változatot tanulmányozni.
- 1991. évi XLV. törvény a mérésügyről (a végrehajtásáról szóló 127/1991. (X. 9.) Korm. rendelettel egységes szerkezetben)
- Mérésügyi jogszabályok a Magyar Kereskedelmi Engedélyezési Hivatal weboldalán

## További információ
- Az SI változásairól az angol wikipédiában

## Kapcsolódó szócikk
- A tíz hatványai
- Rövid és hosszú skála